# Steven Deana
Steven Deana (* 4. März 1990 in Schaffhausen) ist ein Schweizer Fussballtorhüter.

## Karriere
Steven Deana spielte von 2007 bis 2009 in der U21-Mannschaft des Grasshopper Club Zürich. Im Juli 2009 ging er zum FC Vaduz. Dort wurde er zum Ersatztorhüter hinter dem Liechtensteiner Peter Jehle. Nachdem dieser mehrmals ausgefallen war, ersetzte ihn Deana bei fünf Spielen in der Challenge League. 2010 wechselte er zum FC Sion, mit dem er 2015 Schweizer Cupsieger wurde. Weitere Stationen waren zweimal der FC Aarau sowie der FC Wil.
Im Sommer 2019 schloss sich der Schweizer nach kurzer Vertragslosigkeit dem in die deutsche 3. Liga abgestiegenen MSV Duisburg an. Dort komplettierte er das Team um Stammtorhüter Leo Weinkauf sowie dessen Vertreter Jonas Brendieck.
Im Juli 2021 kehrte er in die Schweiz zurück und unterschrieb einen Einjahresvertrag beim Superligisten Servette FC.
Im Sommer 2023 wechselte er ligaintern zum FC Lugano. Ein halbes Jahr später verliess er Lugano bereits wieder und kehrte zum Grasshopper Club Zürich zurück. Im Sommer 2024 verliess er die Grasshoppers wieder.

## Erfolge
FC Sion
- Schweizer Cupsieger: 2015